# (400131) 2006 UY128
(400131) 2006 UY128 es un asteroide perteneciente al cinturón de asteroides, descubierto el 19 de octubre de 2006 por el equipo del Spacewatch desde el Observatorio Nacional de Kitt Peak, Arizona, Estados Unidos.

## Designación y nombre
Designado provisionalmente como 2006 UY128.

## Características orbitales
2006 UY128 está situado a una distancia media del Sol de 2,779 ua, pudiendo alejarse hasta 2,931 ua y acercarse hasta 2,628 ua. Su excentricidad es 0,054 y la inclinación orbital 6,235 grados. Emplea 1692,86 días en completar una órbita alrededor del Sol.

## Características físicas
La magnitud absoluta de 2006 UY128 es 17,3.